# Barrage de Wudongde
Le barrage de Wudongde (chinois simplifié : 乌东德水电站 ; pinyin : Wūdōngdé shuǐdiànzhàn) est un barrage hydroélectrique construit sur la rivière Jinsha (nom donné au cours supérieur du fleuve Yangzi Jiang), dans le sud-ouest de la Chine. Avec sa puissance installée de 10,2 GW, le barrage de Wudongde est à sa livraison le quatrième plus puissant de Chine, et le septième plus important au monde.

## Localisation
Le barrage se situe à la limite entre le comté de Huidong dans le Sichuan et le comté de Luquan dans le Yunnan. La crête du barrage est à l'altitude de 988 m[réf. nécessaire], le niveau maximal du lac de retenue étant annoncé à 975 m.

## Caractéristiques

### Barrage
Le barrage de Wudongde est un barrage-voute à double courbure. Sa hauteur de 270 mètres (300 mètres depuis les fondations) en fait l'un des plus hauts de ce type au monde. La crête est large de 327 mètres sur sa face amont. Il est constitué de 2,8 millions de m3 de béton.
Le déversoir de crue comprend 5 ouvertures à la surface du barrage, 6 autres dans sa structure ainsi que 3 tunnels d'évacuation creusés sur la rive gauche, permettant au total d'évacuer un débit maximal de 39 444 m3/s.

### Lac de retenue
Le barrage donne naissance à un lac de retenue de 105 km² pour un volume de 7,4 km3. En plus de la production hydroélectrique, cette retenue permettra d'exercer une régulation du débit du fleuve : elle dispose d'une capacité de rétention des crues à hauteur de 2,44 km3, pour un volume de régulation total de 3,02 km3.
Près de 32 000 personnes vivaient dans la région inondée à la mise en service du barrage. Elles ont été évacuées vers 24 nouvelles zones d'habitation. Le relogement s'est achevé à la fin 2019, quelques mois avant le début du remplissage. Le coût du relogement, de la compensation financière aux déplacés et de la reconstruction des infrastructures noyées s'élève à 13,2 milliards de yuans[réf. nécessaire].

### Installations hydroélectriques
Le barrage est associé à une centrale hydroélectrique de 10 200 MW, la quatrième la plus importante de Chine derrière celles des Trois-Gorges (22,5 GW), de Baihetan (16 GW) et de Xiluodu (13,86 GW), toutes également sur le Yangzi Jiang.
Celle-ci se compose de 12 turbines Francis d'une puissance unitaire de 850 MW. En réalité, le barrage comporte deux centrales électriques souterraines séparées, creusées de part et d'autre du barrage dans chacun des flancs du canyon, et contenant 6 turbines chacune. Six des turbines seront fournies par General Electric, et les six autres par Voith. Les deux centrales électriques souterraines sont de dimensions égales : 333 m de long, 32,5 m de large et 89,8 m de haut, ce qui fait d'elles les plus hautes du monde.
La production électrique moyenne devrait atteindre 38,91 TWh/an.

### Innovations technologiques
CTG affirme que le barrage de Wudongde sera le grand barrage « le plus intelligent du monde »,. Sa construction s'appuie sur des « technologies de pointe » telles que le suivi et l'ajustement en direct de la température du béton au cours du refroidissement, ou l'utilisation d'appareils d'injection de ciment « intelligents ». Concernant les matériaux, il est le premier barrage au monde à utiliser intégralement du béton de basse température, coulé à 7,1 °C, visant à mieux supporter les variations thermiques. Il s'agit d'une adaptation aux fortes contraintes thermiques du canyon, soumis à un climat chaud et sec.
Le barrage de Wudongde est à sa livraison le quatrième plus puissant de Chine, et le septième plus important au monde.

## Chronologie
Le projet est mené par la Jinsha River Yunchuan Hydropower Development Company, consortium créé pour l'occasion dont China Three Gorges Corporation (CTG) possède 70% des parts, et les provinces du Sichuan et du Yunnan 15% chacune. Le barrage est construit et exploité par China Three Gorges Corporation (CTG).
L'étude de faisabilité a été validée en 2010 par la Commission Nationale du Développement et de la Réforme. Les travaux préparatoires à la construction ont été lancés la fin de la même année. Les travaux de construction ont débuté en décembre 2015. Le béton du barrage lui-même a commencé à être coulé en mars 2017, selon 15 sections verticales accolées[réf. nécessaire].
En 2019, il était prévu que le remplissage du réservoir commence en juin 2020, que la première turbine entre en service en août 2020, et que la mise en service complète ait lieu en décembre 2021.
Au début de l'année 2020, la pandémie de Covid-19 n'a que peu affecté le calendrier du chantier, dont le constructeur a organisé une reprise accélérée pour pouvoir livrer l'ouvrage le plus rapidement possible. Au contraire, les efforts du constructeur ont permis une accélération des travaux, puisqu'en avril 2020, 97% du volume de béton a été coulé.
La maçonnerie du barrage a atteint sa hauteur finale le 4 mai 2020, et la construction du corps principal s'est achevée le 11 juin 2020.
La première des 12 turbines est entrée en service le 29 juin 2020 après une opération d'essais de 72 heures, marquant le début de la production d'électricité de l'ouvrage, avec deux mois d'avance sur le calendrier annoncé un an plus tôt.
Au 30 septembre 2020, quatre turbines sont en fonctionnement et quatre autres sont à l'étape d'assemblage final ; la mise en service complète de l'ouvrage est attendue pour juillet 2021.
Un premier test sur les unités 3 et 10 de la station a été effectué un premier test de stabilité pendant 100 jours jusqu'à fin mars 2021 et a permis de produire 18,8 TWh.
La dernière unité passe ses 72 heures de test avec succès le 16 juin 2021, à 11 h, la centrale est considérée comme complètement opérationnelle.

## Cascade hydroélectrique du Jinsha inférieur
Le barrage de Wudongde fait partie d'un projet global d'aménagement hydroélectrique de la partie inférieure du Jinsha. Quatre très grands barrages sont construits en cascade, en deux phases (2014 et 2021-22), avec d'amont en aval :
- le barrage de Wudongde - 10 200 MW - mise en service en juin 2021 ;
- le barrage de Baihetan - 16 000 MW - mise en service totale en décembre 2022 ;
- le barrage de Xiluodu - 13 600 MW - en service depuis 2014 ;
- le barrage de Xiangjiaba - 6 448 MW - en service depuis 2014.

La cascade hydroélectrique totalise une puissance installée de 46,46 GW (plus de deux fois la puissance du barrage des Trois Gorges), pour une production annuelle estimée à 190 TWh/an,. À l'achèvement du projet, les quatre barrages font tous partie des 12 plus puissants du monde.
Cet aménagement s'inscrit dans un vaste projet de transport d'électricité depuis les régions au riche potentiel en électricité renouvelable de l'ouest, vers les régions densément peuplées et industrialisées de l'est et du sud du pays. Le barrage de Wudongde alimentera notamment la mégalopole de la Rivière des Perles, en exportant sa production électrique sur le Réseau électrique Sud.